# André-Philippe Gagnon

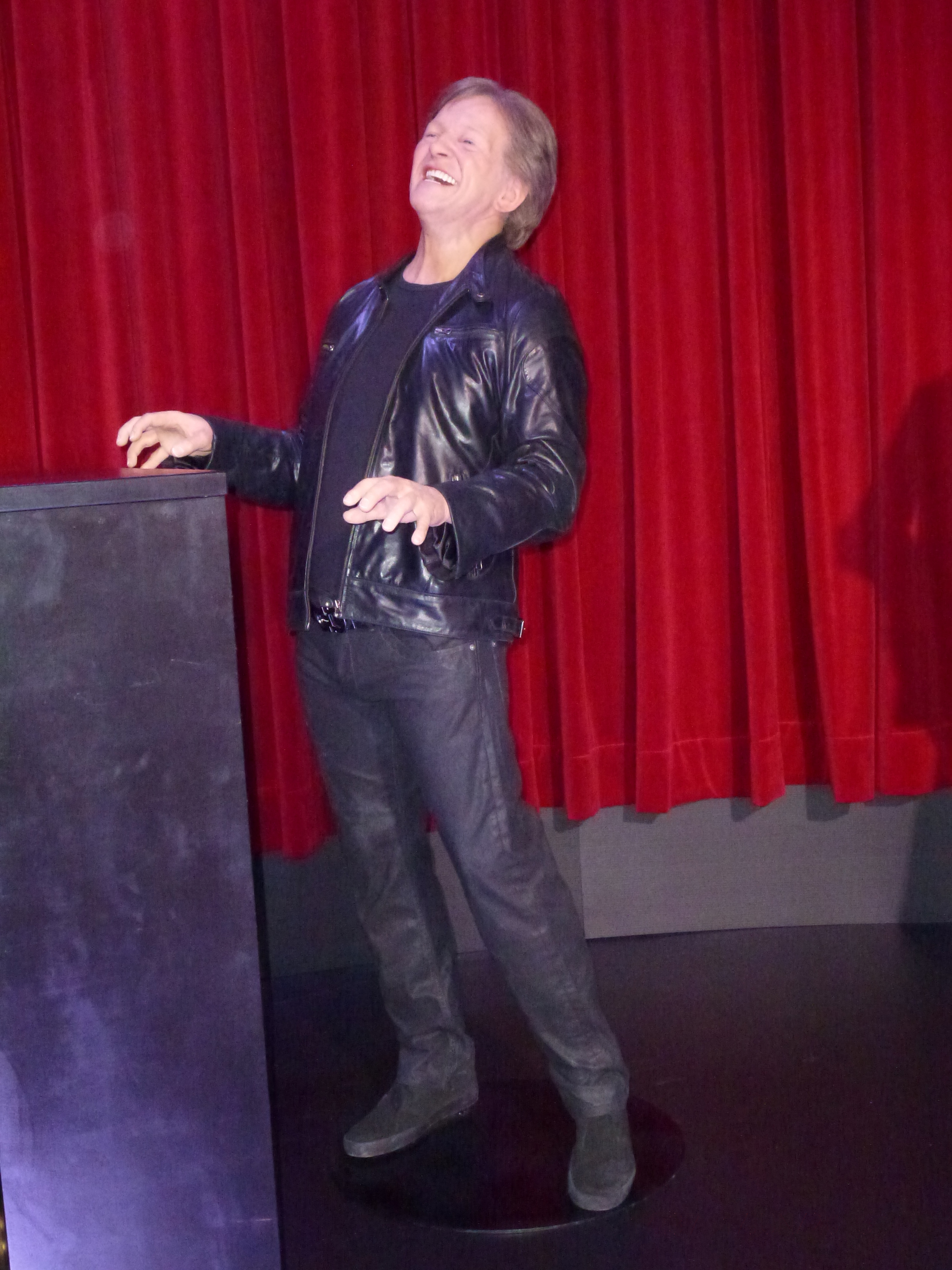
Riendo

André-Philippe Gagnon (nació en 1962 en Quebec) es un humorista canadiense.
Es conocido por un talento impresionante imitando voces de distintos cantantes famosos, no solamente la voz de habla. También es conocido por duplicar completamente la canción de We are the world, que interpretaron varios artistas.
- Datos: Q2847108